# Referéndum constitucional de Italia de 2016
En Italia el 4 de diciembre de 2016 se llevó a cabo un referéndum en el que se rechazó la propuesta de reforma de la Constitución impulsada por el primer ministro Matteo Renzi y el Partido Democrático en 2014. Esta se basó principalmente en la transformación del Senado de la República en un "Senado de las regiones" y la disminución del número de senadores.

## Pregunta

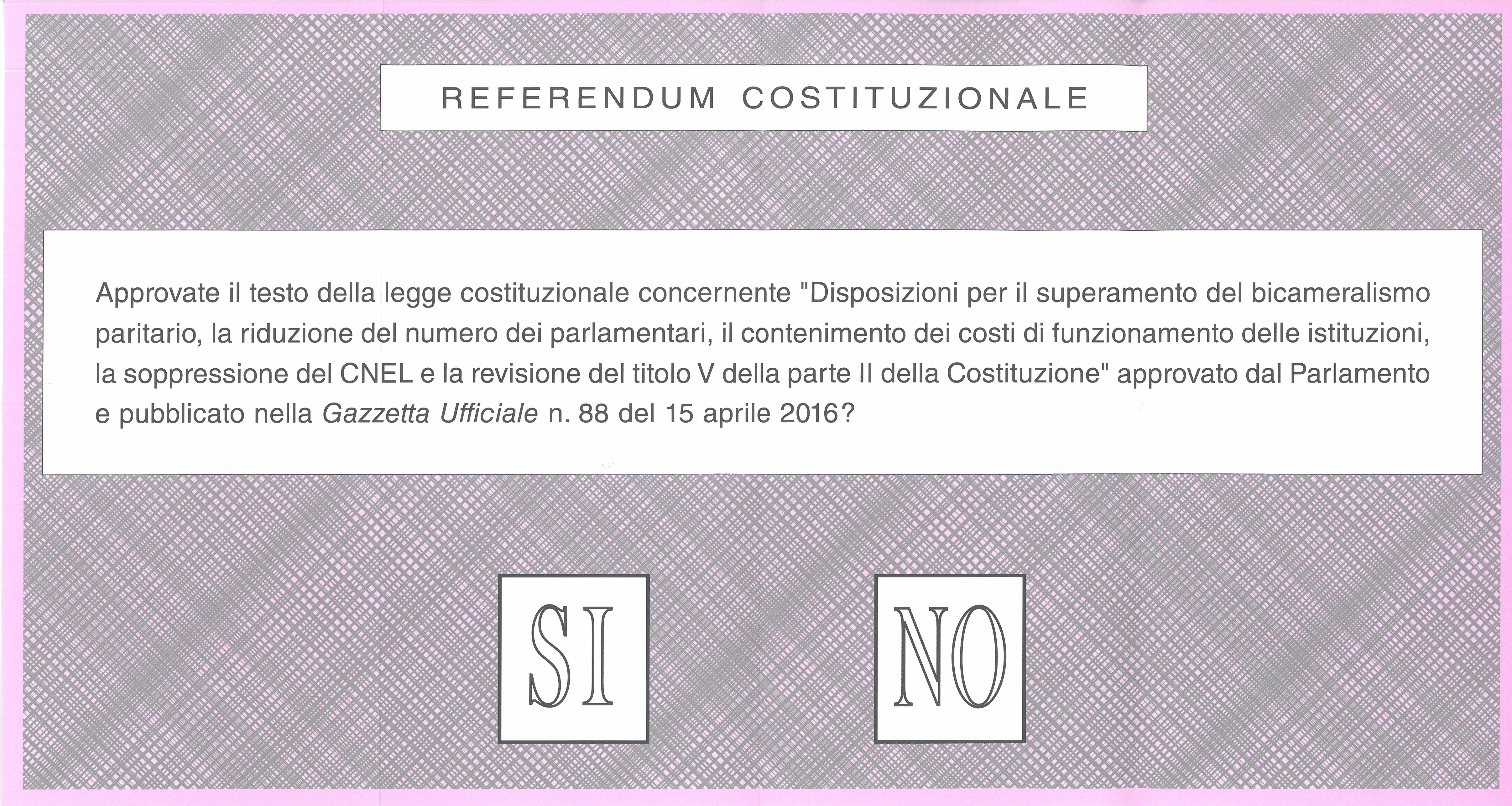
Papeleta utilizada en el referéndum.

La pregunta que figurará en la papeleta será: 

Approvate il testo della legge costituzionale concernente «Disposizioni per il superamento del bicameralismo paritario, la riduzione del numero dei parlamentari, il contenimento dei costi di funzionamento delle istituzioni, la soppressione del CNEL e la revisione del titolo V della parte II della Costituzione» approvato dal Parlamento e pubblicato nella Gazzetta Ufficiale n. 88 del 15 aprile 2016?
¿Aprueba usted el texto de la ley constitucional referente a la "Disposición para la superación del bicameralismo paritario, la reducción del número de parlamentarios, la limitación del coste de funcionamiento de la Institución, la supresión del CNEL y la revisión del título V del capítulo II de la Constitución" aprobada por el Parlamento y publicada en la "Gazzetta Ufficiale" nº 88 del 15 de abril de 2016?

Con las siguientes opciones de respuesta:

Sì / No
Sí / No

#### Mapa de resultados por país

Votos de italianos en el exterior por país

## Posicionamientos

### Comités
| Postura | Logotipo   | Campaña          | Eslogan            | Página web                                                                    |
| ------- | ---------- | ---------------- | ------------------ | ----------------------------------------------------------------------------- |
| Sí      |            | Basta un sí      | Basta un Sì        | www.bastaunsi.it                                                              |
| No      |            | Comité por el No | Comitato per il No | www.comitatoperilno.it Archivado el 11 de octubre de 2007 en Wayback Machine. |
| No      | Yo voto No | Io Voto No       | www.iovotono.it    |                                                                               |

### Partidos políticos
| Postura | Postura | Partido                                   | Ideología                    | Líder             | Ref         |
| ------- | ------- | ----------------------------------------- | ---------------------------- | ----------------- | ----------- |
| Sí      |         | Partido Democrático (PD)                  | Socialdemocracia             | Matteo Renzi      | [ 3 ]       |
| Sí      |         | Nueva Centroderecha (NCD)                 | Conservadurismo              | Angelino Alfano   | [ 4 ]       |
| Sí      |         | Alianza Liberal Popular (AL-A)            | Centrismo                    | Denis Verdini     | [ 5 ]       |
| Sí      |         | Elección Cívica (SC)                      | Liberalismo                  | Enrico Zanetti    | [ 6 ] [ 7 ] |
| Sí      |         | Partido Socialista Italiano (PSI)         | Socialdemocracia             | Riccardo Nencini  | [ 8 ] [ 9 ] |
| Sí      |         | ¡Hacer! (F!)                              | Federalismo                  | Flavio Tosi       | [ 10 ]      |
| Sí      |         | Centro Democrático (CD)                   | Izquierda cristiana          | Bruno Tabacci     | [ 11 ]      |
| Sí      |         | Italia de los Valores (IdV)               | Populismo                    | Ignazio Messina   | [ 12 ]      |
| Sí      |         | Radicales Italianos (RI)                  | Liberalismo                  | Emma Bonino       | [ 13 ]      |
| No      |         | Movimiento 5 Estrellas (M5S)              | Populismo                    | Beppe Grillo      | [ 14 ]      |
| No      |         | Forza Italia (FI)                         | Liberal conservadurismo      | Silvio Berlusconi | [ 15 ]      |
| No      |         | Izquierda Italiana (SI)                   | Socialismo democrático       | Nicola Fratoianni | [ 16 ]      |
| No      |         | Liga Norte (LN)                           | Regionalismo                 | Matteo Salvini    | [ 17 ]      |
| No      |         | Hermanos de Italia (FdI)                  | Conservadurismo nacionalista | Giorgia Meloni    | [ 18 ]      |
| No      |         | Unión de Centro (UdC)                     | Democracia cristiana         | Lorenzo Cesa      | [ 19 ]      |
| No      |         | Conservadores y Reformistas (CR)          | Conservadurismo              | Raffaele Fitto    | [ 20 ]      |
| No      |         | Posible (P)                               | Progresismo                  | Giuseppe Civati   | [ 21 ]      |
| No      |         | Federación de los Verdes (FdV)            | Política verde               | Giobbe Covatta    | [ 22 ]      |
| No      |         | Partido de la Refundación Comunista (PRC) | Comunismo                    | Paolo Ferrero     | [ 23 ]      |
| No      |         | Partido Comunista Italiano (PCI)          | Comunismo                    | Mauro Alboresi    | [ 24 ]      |
| No      |         | CasaPound Italia (CPI)                    | Neofascismo                  | Gianluca Iannone  | [ 25 ]      |
| No      |         | Fuerza Nueva (FN)                         | Ultranacionalismo            | Roberto Fiore     | [ 26 ]      |

## Resultados
| Referéndum constitucional de Italia Resultados globales |                      |            |          |
| Opción                                                  | Opción               | Votos      | %        |
|                                                         | Sí                   | 13 431 087 | 40,88 %  |
|                                                         | No                   | 19 421 025 | 59,12 %  |
|                                                         |                      |            |          |
| Votos válidos                                           | Votos válidos        | 32 852 112 | 98,82 %  |
| Votos en blanco                                         | Votos en blanco      | 83 418     | 0,25 %   |
| Votos nulos                                             | Votos nulos          | 308 728    | 0,93 %   |
|                                                         |                      |            |          |
| Participación                                           | Participación        | 33 244 258 | 65,48 %  |
| Votantes registrados                                    | Votantes registrados | 50 773 284 | 100,00 % |
| Fuente: Ministero dell'Interno                          |                      |            |          |

### Resultados por regiones
| Región               | Sí         | Sí    | No         | No    | Electorado | Participación |
| Región               | Votos      | %     | Votos      | %     | Electorado | Participación |
| -------------------- | ---------- | ----- | ---------- | ----- | ---------- | ------------- |
| Abruzos              | 255 001    | 35,61 | 461 188    | 64,39 | 1 052 049  | 68,72%        |
| Apulia               | 659 354    | 32,84 | 1 348 573  | 67,16 | 3 280 745  | 61,71%        |
| Basilicata           | 98 924     | 34.11 | 191 081    | 65,89 | 467 000    | 62,86%        |
| Calabria             | 276 214    | 32,96 | 561 726    | 67,04 | 1 553 741  | 54,43%        |
| Campania             | 839 692    | 31,48 | 1 827 768  | 68,52 | 4 566 905  | 58,88%        |
| Cerdeña              | 237 280    | 27.78 | 616 791    | 72.22 | 1 375 845  | 62,45%        |
| Emilia-Romaña        | 1 262 484  | 50,39 | 1 242 992  | 49,61 | 3 326 910  | 75,93%        |
| Friuli-Venecia Julia | 267 357    | 39,02 | 417 754    | 60,98 | 952 493    | 72,52%        |
| Lacio                | 1 108 768  | 36,68 | 1 914 397  | 63,32 | 4 402 145  | 69,16%        |
| Liguria              | 342 671    | 39,92 | 515 777    | 60,08 | 1 241 469  | 69,74%        |
| Lombardía            | 2 452 936  | 44,51 | 3 058 210  | 55,49 | 7 480 375  | 74,23%        |
| Marcas               | 385 768    | 44,93 | 472 765    | 55,07 | 1 189 181  | 72,84%        |
| Molise               | 63 695     | 39,22 | 98 728     | 60,78 | 256 600    | 63,93%        |
| Piamonte             | 1 054 749  | 43,52 | 1 368 801  | 56,48 | 3 396 378  | 72,04%        |
| Sicilia              | 642 713    | 28,40 | 1 620 095  | 71,60 | 4 031 871  | 56.65%        |
| Toscana              | 1 105 769  | 52,51 | 1 000 008  | 47,49 | 2 854 129  | 74,46%        |
| Trentino-Alto Adigio | 305 322    | 53,87 | 261 473    | 46,13 | 792 504    | 72,24%        |
| Umbría               | 240 346    | 48,83 | 251 908    | 51,17 | 675 610    | 73,48%        |
| Valle de Aosta       | 30 568     | 43,25 | 40 116     | 56,75 | 99 735     | 71,91%        |
| Véneto               | 1 078 561  | 38,04 | 1 756 466  | 61,96 | 3 725 400  | 76,66%        |
|                      |            |       |            |       |            |               |
| Italia               | 12 708 172 | 40,04 | 19 026 617 | 59,96 | 46 720 943 | 68,49%        |

### Italianos en el exterior
| Circunscripción                  | Sí      | Sí    | No      | No    | Electorado | Participación |
| Circunscripción                  | Votos   | %     | Votos   | %     | Electorado | Participación |
| -------------------------------- | ------- | ----- | ------- | ----- | ---------- | ------------- |
| Europa                           | 415 068 | 62,42 | 249 876 | 37,6  | 2 166 037  | 33,71%        |
| América Meridional               | 207 144 | 71,93 | 80 831  | 28,07 | 1 291 065  | 25,45%        |
| América Septentrional y Central  | 63 059  | 62,23 | 38 268  | 37,77 | 374 987    | 31,30%        |
| África, Asia, Oceanía, Antártida | 37 644  | 59,68 | 25 433  | 40,32 | 220 252    | 31,91         |
|                                  |         |       |         |       |            |               |
| Mundo                            | 722 915 | 64,70 | 394 408 | 35,30 | 4 052 341  | 30,76         |

## Consecuencias políticas

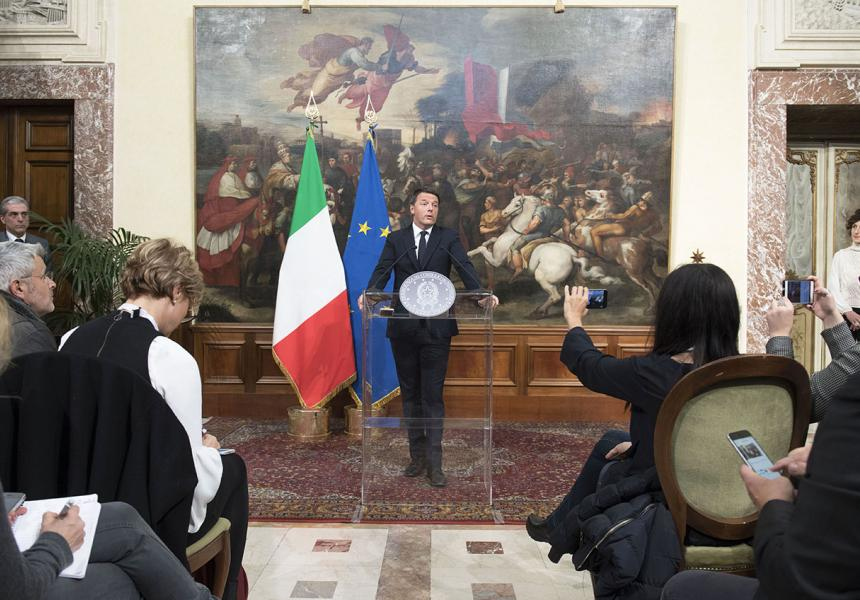
Matteo Renzi habla en una conferencia de prensa tras conocer el resultado del referéndum para anunciar su dimisión como jefe de gobierno.

Una vez conocido el resultado del referéndum, a primera hora del lunes 5 de diciembre de 2016, Matteo Renzi anunció su intención de dimitir como jefe de gobierno. En esa conferencia usó las palabras:

Come era scontato, l'esperienza del mio governo finisce qui: domani pomeriggio riunirò il Consiglio dei ministri, poi andrò al Quirinale a rassegnare le dimissioni
Declaración de Matteo Renzi el 5 de diciembre de 2016